# Olenecamptus malayensis
Olenecamptus malayensis là một loài bọ cánh cứng trong họ Cerambycidae.